# أنطونيو سيلفا (لاعب كرة قدم)
أنطونيو سيلفا هو لاعب كرة قدم برتغالي في مركز الدفاع، ولد في 31 أكتوبر 2003 في بازو في البرتغال.

## وصلات خارجية
- أنطونيو سيلفا على موقع الاتحاد الأوربي (الإنجليزية)
- أنطونيو سيلفا على موقع قاعدة بيانات كرة القدم.إي يو (الإنجليزية)
- أنطونيو سيلفا على موقع ليكيب (الفرنسية)
- أنطونيو سيلفا على موقع ناشيونال فوتبول تيمز (الإنجليزية)
- أنطونيو سيلفا على موقع Soccerbase.com (لاعب) (الإنجليزية)
- أنطونيو سيلفا على موقع Soccerway.com (الإنجليزية)
- أنطونيو سيلفا على موقع عالم كرة القدم.نت (الإنجليزية)